# Pelobates
Pelobates és un gènere d'amfibis anurs amb distribució paleàrtica (Europa, Àsia occidental i nord-oest d'Àfrica). És l'únic gènere viu dins de la família Pelobatidae, format per quatre espècies. Igual que les espècies del grup Scaphiopodidae, presenten esperons compostos de queratina a les potes posteriors, els quals els ajuden a enterrar-se a la terra.

## Taxonomia
Segons ASW:
- Pelobates cultripes (Cuvier, 1829)
- Pelobates fuscus (Laurenti, 1768)
- Pelobates syriacus Boettger, 1889
- Pelobates varaldii Pasteur & Bons, 1959

Sinonímia del gènere Pelobates:
- Cultripes Müller, 1832
- Didocus Cope, 1866
- Pseudopelobates Pasteur, 1958[1]